# Villarbasse
Villarbasse (piemontesisch Vilarbasse) ist eine Gemeinde in der italienischen Metropolitanstadt Turin (TO), Region Piemont.

## Lage und Einwohner
Villarbasse liegt 20 km westlich von Turin im Val Sangone in der Nähe des gleichnamigen Flusses. Das Gemeindegebiet umfasst eine Fläche von 10 km² und hat 3543 Einwohner (Stand 31. Dezember 2023). 
Die Nachbargemeinden sind Rivoli, Rosta, Reano, Rivalta di Torino und Sangano.

## Geschichte

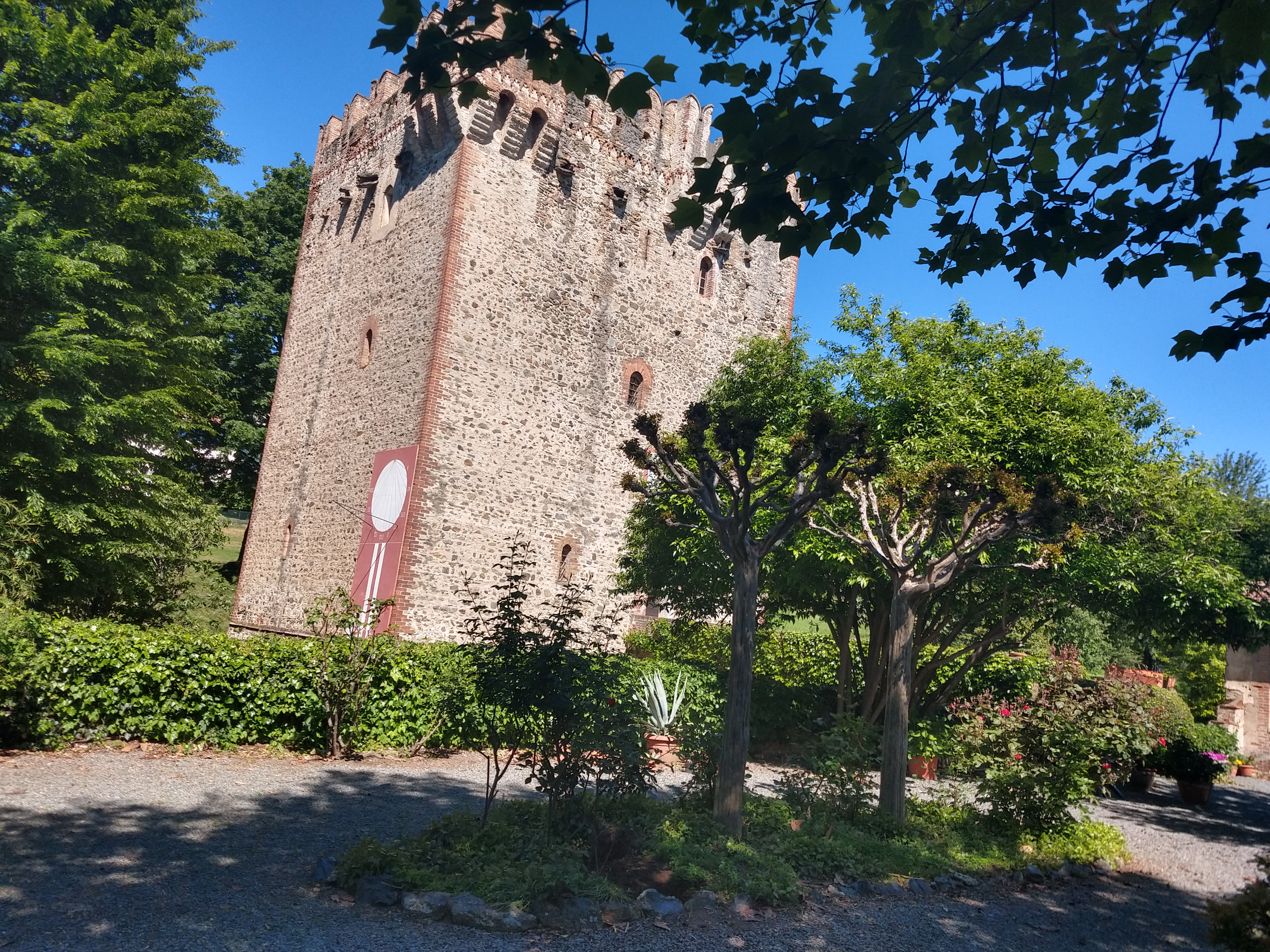
Torrazzo Turm

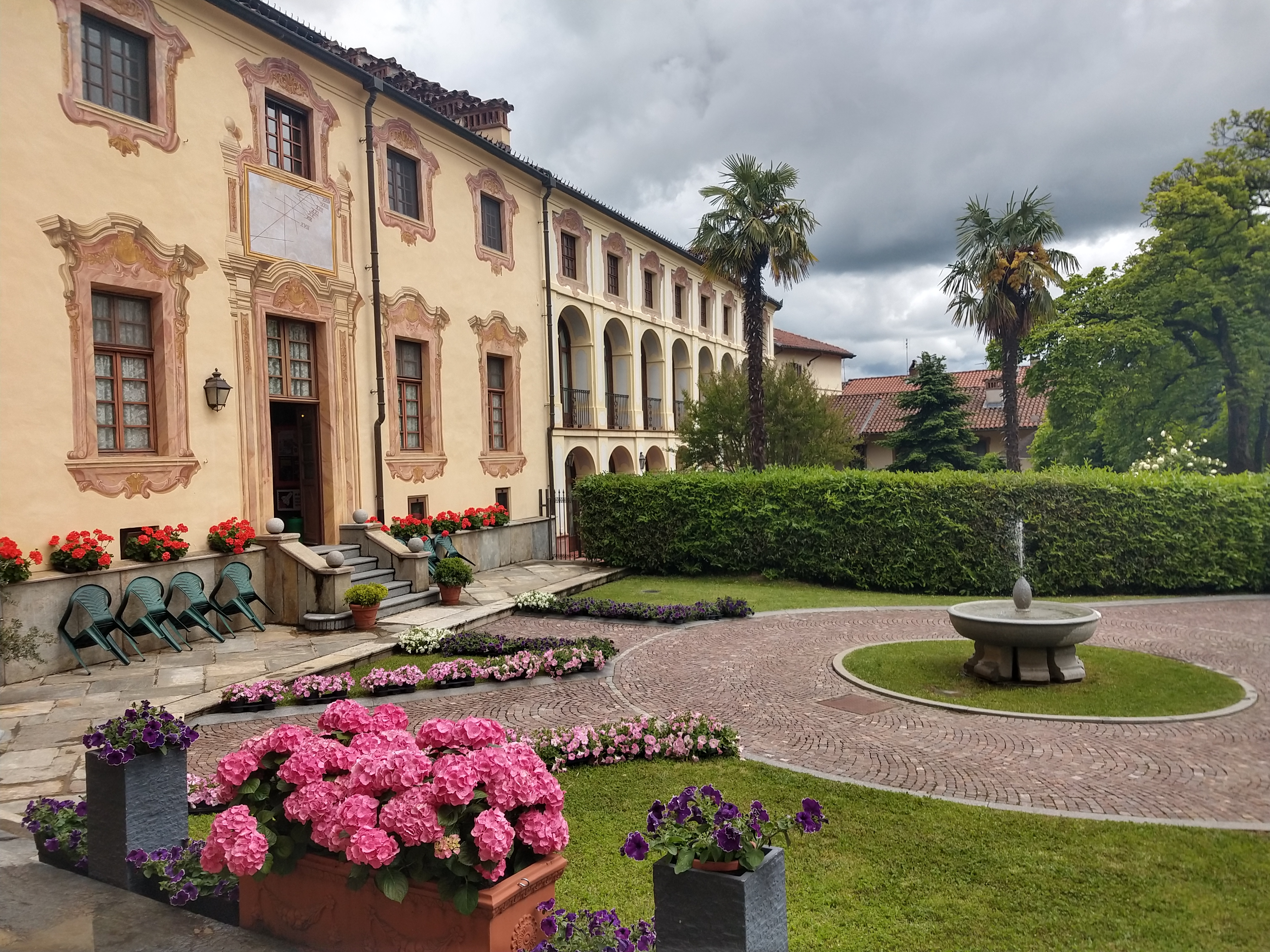
Cucca Mistrot Palast

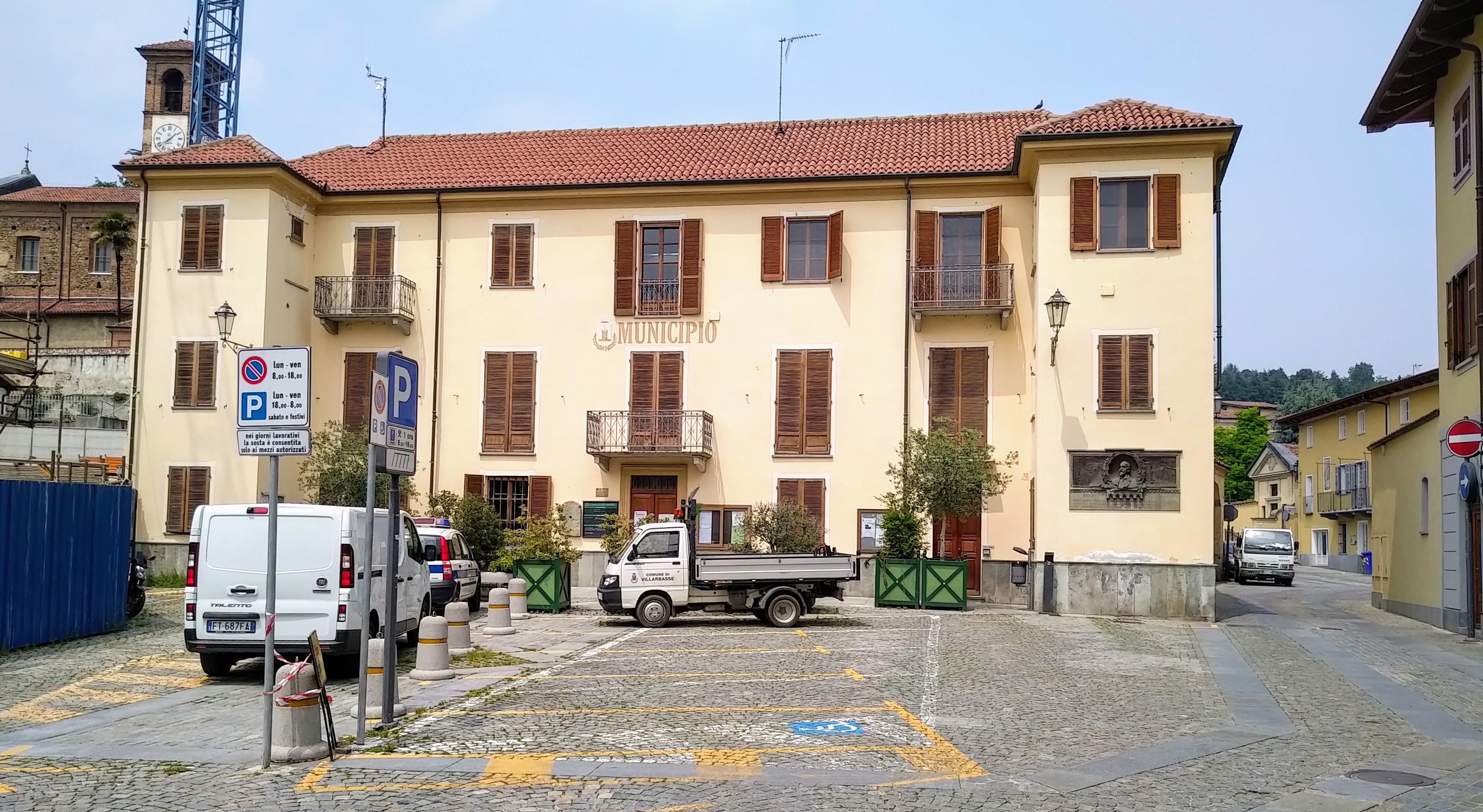
Gemeindehaus

Der Ortsname leitet sich vom spätlateinischen „villar“ (zugeschriebene Dörfer, die nicht als Gemeinden errichtet wurden) und „abbatiarum“ ab, d. h. „der Abteien“, was die Abteien von San Michele (dem Heiligen) und die von San Solutore Maggiore in Turin bedeutet.
Die ersten menschlichen Siedlungen im Gebiet zwischen den letzten Hügeln des Moränengebietes von Rivoli reichen bis in die Vorgeschichte zurück, wie die Spuren von Gravuren und Ausgrabungen in den Massi a Segnali oder Pietre a Scodelle belegen, die zusammen mit anderen Findlingen zwischen den Hügeln verstreut waren Hügelige Wälder zeugen vom Gletscherphänomen des Susatals. Davon zeugen sogar die beiden Roch 'd Pera Majana, die in der Ebene am Fuße des Hügels hervorstechen.
Bei einigen Ausgrabungen im 19. Jahrhundert wurden Gräber, Waffen, Vasen, Münzen und Einrichtungsgegenstände aus der Römerzeit gefunden. Um das Jahr 1000 werden einige Orte in Villarbasse in der Schenkung des Turiner Bischofs Gezone an die Abtei San Solutore erwähnt. Im Jahr 1250 wurde Villarbasse eine Gemeinde, deren Interessen und Rechte sich von denen der Abtei San Solutore unterschieden. Abseits der Hauptstraßen erlebte Villarbasse keine größeren militärischen Ereignisse. Sowohl die Franzosen als auch die Spanier besetzten die Stadt und plünderten ihre Bevölkerung aus.
Der Mittelalterlicher Wehrturm wurde zwischen 1275 und 1277 erbaut. Er war umgeben von einem großen, ehemals mit Wasser gefüllten Wassergraben. Der Zugang war über eine hölzerne Zugbrücke möglich. Der Torrazzo Turm wurde bald zum Wahrzeichen von Villabasse. Er ist auch auf dem Wappen der Gemeinde abgebildet.
In der unmittelbaren Nachkriegszeit erlebte die Stadt einen traurigen und düsteren Ruf nach dem sogenannten Villarbasse-Massaker. Am 20. November 1945 wurden bei einem Überfall  auf ein Bauernhaus in Villarbasse zehn Menschen mit Stöcken zu Tode geprügelt und lebend in eine Zisterne geworfen. Die Täter des Massakers waren vier Sizilianer, von denen einer vor seiner Gefangennahme bei einer Abrechnung zwischen Kriminellen in Sizilien getötet wurde, während die anderen drei am 5. Juli 1946 zum Tode verurteilt wurden. Für die Täter, lehnte der damalige Präsident der Republik Enrico De Nicola, die Begnadigung ab. Am 4. März 1947 um 7:45 Uhr wurden sie erschossen. Es war die letzte zivile Hinrichtung in Italien.

## Gemeindepartnerschaft
- Chignin